# Wallenia elliptica
Wallenia elliptica là một loài thực vật thuộc họ Myrsinaceae. Đây là loài đặc hữu của Jamaica.